# E-box frame
Het E-box frame is een aluminium frameconstructie waarbij twee brede zijdelingse ribben versterkt zijn door een extra tussenstuk. Het werd toegepast op de Kawasaki ZX-10 uit 1988 en latere modellen.
Ondanks het gebruik van aluminium is het E-box frame toch zwaarder dan stalen frames.
Achterbrug · Balhoofd · Brugframe · Buisframe · Composietframe · Deltabox · Dubbel wiegframe · Duplex frame · E-box frame · Enkel wiegframe · FAST frame · Featherbed frame · Garden gate frame · Lateral Frame Concept · LCG Twin Tube · Loop Frame · Lowboy frame · MR-Albox · Omega frame · Open frame · Perimeter frame · Pivot frame · Pivotless frame · Plaatframe · Raked frame · Rigid frame · Semi-pivotless frame · Slimline frame · Spaceframe · Springframe · Starframe · Stijf frame · Tankframe · Twin Spar frame · Vakwerkframe · Wiegframe · Zeta frame